# Łańsk
Łańsk (deutsch Lanskerofen) ist die Ortsstelle einer ehemaligen Waldsiedlung in der polnischen Woiwodschaft Ermland-Masuren. Sie gehört zur Gmina Stawiguda (Landgemeinde Stabigotten) im Powiat Olsztyński (Kreis Allenstein).

## Geographische Lage
Łańsk – nach 1945 zunächst Łański Piec  genannt – liegt an der Alle (polnisch Łyna, russisch Lawa), die hier vom Lansker See (polnisch Jezioro Łańskie) in den Ustrich-See (Jezioro Ustrych) fließt. Bis zur Kreisstadt Olsztyn (deutsch Allenstein) sind es 17 Kilometer in nördlicher Richtung.

## Geschichte
In Lanskerofen hatten vor 1945 sowohl ein Forstamt als auch eine Oberförsterei ihren Sitz. In die Oberförsterei waren die Forsthäuser bzw. Wohnplätz Bahnhof Ganglau (8 Einwohner), Kerrey (4), Neu Gradda (12), Passargenmühle (12), Reußen (3), Ustrich (5) und Vonferne (0) einbezogen.
Am 8. Mai 1874 wurde aus Teilen des Gutsbezirks Oberförsterei Hohenstein i.Ostpr. (polnisch Olsztynek) der Amtsbezirk Oberförsterei Lanskerofen im Kreis Allenstein im Regierungsbezirk Königsberg (1905 bis 1945 Regierungsbezirk Allenstein) in der preußischen Provinz Ostpreußen gebildet. Zugehörig war zunächst nur der Forstgutsbezirk Lanskerofen. In den folgenden Jahren fanden jedoch mannigfache Umgliederungen aus den benachbarten Forstgutsbezirken innerhalb und auch außerhalb der nächstliegenden Amtsbezirke statt. Im Jahre 1910 zählte der Gutsbezirk Lanskerofen, Oberförsterei, 81 Einwohner.
Am 30. September 1929 schlossen sich die Forstgutsbezirke Lanskerofen, Purden (polnisch Purda), Ramuck (Nowy Ramuk) und Stabigotten (Forst) (Stawiguda (Osada)) zum Forstgutsbezirk Ramucker Heide, Anteil Kreis Allenstein zusammen. Es handelte sich dabei um die einwohnerlosen Forstflächen der Reviere der drei Oberförstereien Lanskerofen, Purden und Ramuck sowie des Hauptreviers der Oberförsterei Hohenstein i. Ostpr.
Der Amtsbezirk Oberförsterei Lanskerofen wurde am 5. März 1932 in „Amtsbezirk Forst Lanskerofen“ umbenannt. In den Jahren 1933 und 1939 waren im Forstgutsbezirk Ramucker Heide, Anteil Kreis Allenstein, weiterhin keine Einwohner registriert.
Der Amtsbezirk Forst Lanskerofen bestand bis 1945, als in Kriegsfolge das gesamte südliche Ostpreußen an Polen fiel. Lanskerofen erhielt zunächst die polnische Namensform „Łański Piec“, wurde dann jedoch zu einem nicht bekannten Zeitpunkt in „Łańsk“ umbenannt.
Das wildreiche Waldgebiet bei Lanskerofen hatte schon in deutscher Zeit zahlreiche Jagdfreunde angezogen, unter ihnen Generalfeldmarschall Paul von Hindenburg oder den Hitler-Vertrauten Hermann Göring. In den 1950er Jahren schuf man hier ein Reservat für die polnische Regierung, als Rückzugsort, zu dem der öffentliche Zugang untersagt war. In dem Gebäude der einstigen Oberförsterei richtete man ein Regierungsgästehaus ein. Nach 1952 beherbergte das Rządowy Ośrodek Wypoczynkowy („Regierungserholungszentrum“) den PZPR-Generalsekretär Bolesław Bierut, der die Anlage erweitern ließ. Viele in- und ausländische Politiker waren danach hier Gäste: Gomułka, Gierek sowie Chruschtschow, Breschnew, Schah Reza Pahlavi, Tito, Erich Honecker und Fidel Castro und andere mehr. Im Jahre 1994 suchte die Regierung von Ministerpräsident Waldemar Pawlak hier Schutz vor Journalisten.
Heute dient das Erholungszentrum weniger als Gästeherberge, sondern vielmehr als Stätte für Symposien und Kongressen aus Politik, Wirtschaft und Kultur. Die Sperrmaßnahmen sind – nur teilweise – gelockert.

## Kirche
Bis 1945 war Lanskerofen in die evangelische Kirche Neu Bartelsdorf (polnisch Nowa Wieś) in der Kirchenprovinz Ostpreußen der Kirche der Altpreußischen Union, außerdem in die Römisch-katholische Kirche Nußtal (polnisch Orzechowo) im Bistum Ermland eingepfarrt. Heute liegt Łańsk im Gebiet der evangelischen Kirchengemeinde Olsztynek (Hohenstein i. Ostpr.), einer Filialgemeinde der Pfarrei Olsztyn (Allenstein) in der Diözese Masuren der Evangelisch-Augsburgischen Kirche in Polen, sowie im Pfarrbereich Orzechowo mit der Filialkirche in Pluski (Plautzig) im Erzbistum Ermland.

## Verkehr
Łańsk liegt abseits des Verkehrsgeschehens und ist nur über Nebenstraßen aus den Nachbarorten Pokrzywy (Friedrichstädt), Dorotowo (Darethen) bzw. Stary Ramuk (Ramuck) zu erreichen. Eine Bahnanbindung besteht  nicht.